# クマ・トモ
『クマ・トモ』（英題：Teddy Together）は、バンダイナムコゲームス（ナムコレーベル）より2013年6月20日に発売されたニンテンドー3DS用ゲームソフト。
タイトルロゴデザインの中黒部分はハートマーク「♥」となっている。

## 概要
しゃべる事が出来るクマのヌイグルミに、食事やお風呂、日常会話等のお世話をしてあげたり何もしないで観察していると「ラブ質問タイマー」が溜まっていってクマから質問をされる。プレイヤーに関するプライベートな質問に答えていくと「今日のおぼえた度」が溜まっていき、今日のおぼえた度が一定数溜まると「ラブレベル」がアップする。

ラブレベルがアップしていくとストーリーが進行、出来る事も増えていく。

ラブレベル16になるとクマのストーリーは一区切りつくが、それ以降もクマとの会話は続いていく他、ガーデニングチャレンジやファッションコンプリート、旅行コンプリートなどのやり込み要素が用意されている。

## 開発の経緯
本作ディレクターである冨所弥生は、以前から女子間において語られる「愛するよりも、愛されたい」という部分に着眼し、自然体の自分を大好きと言われることは強いニーズがあるなと感じ、本作の企画を発案している。当時上司であった、現バンダイナムコアミューズメントの小山順一朗と、開発会社のアリカともに開発に取り組み、素の自分を肯定してくれるコミュニケーションパートナーを生み出す、“親友ができちゃうゲーム”『クマ・トモ』が開発された。
2018年11月1日には続編として『ネコ・トモ』がニンテンドー3DS用、Nintendo Switch用ゲームソフトとしてそれぞれ発売された。

## ストーリー
ある日、プレイヤーの元にクマのヌイグルミとカギが送られてくる。しばらくすると、クマは起き上がって喋りだしプレイヤーとクマとの共同生活が始まる。最初は刷り込みされたヒヨコのように一方的に懐いてくるだけのクマだったが、事故のショックがキッカケでスイート・テディ・ファクトリーから仕事を与えられていた事を思い出す。

しかし、「しあわせの花」という言葉を思い出したものの具体的に目的を果たすにはどうしたらいいか判らず、結局プレイヤーと普段どおりの生活を送っていくことに。そんな生活を通してプレイヤーと親密になるほど、クマのムネのポカポカはやがてドキドキに変わりクマの胸にしあわせの花が咲く。それがカギの使用目的でありクマの仕事だった。

仕事を終わらせたクマは、ファクトリーに帰らなければいけない。理由が判らないクマは、帰る事を拒絶して普段どおりの生活を続けるのだが、プレイヤーの元にクマがファクトリーに帰らないといけない理由はファクトリーに帰らなければクマが動けなくなってしまうからだという手紙が届き、同時にクマのしあわせの花はタネ（綿毛）となって世界中に散らばっていく。

動かなくなったクマが残した日記を読んでいると、ファクトリーからしあわせのタネを世界中に届けてくれたお礼として新しいカギが届き、クマは再び動き出しプレイヤーと再会する。今度こそ普段どおりのクマとの生活が始まるのだった。

## 登場キャラクター
- スイート・テディ・ファクトリー[注 1]
- クマのヌイグルミ（テディベア）
- プレイヤー

## 体験版
プロモーション活動として、3種類の体験版が配信された。
3DS版
一部機能が製品版と異なるものの、製品版と同じ流れでラブレベル2まで体験する事が出来る。※「くまのあいことば」を入れることで、ラブレベル3まで遊ぶ事が出来る。ただし、ストーリーは製品版そのものでありセーブ引継ぎ機能や特典はなく同じ話を繰り返すため、真剣に購入を検討している場合にはデメリットもある。
auスマートパス版
体験版というよりは、3DS版とは機能が異なる別アプリケーションという位置づけで、スクリーンショット撮影機能がある。
Youtube版
Youtubeの「動画アノテーション」の機能を使って、3DS版の会話の流れを擬似的に体験できるインタラクティブ動画プロモーション。開発はキャリオット株式会社が担当した。

## スマートフォン版
2013年11月29日にauスマートパス版をベースに課金要素を加えiPhoneにも対応させて配信。先行登録キャンペーンによりアイドルマスターとのコラボレーション衣装「765プロポロシャツ」、「春香スペシャルコス」が入手できた。ちなみに、キャンペーン情報をアイドルマスター公式ブログに宣伝した際にクマトモPを名乗った。2014年3月に100万ダウンロード達成。
メガハウスより2014年3月下旬発売のキッズタブレット「ｔａｐ ｍｅ＋（タップミープラス）」、2014年7月下旬発売のティーンズスマートフォン「Fairisia フェアリシア」にはAndroid版のクマ・トモがプリインストールされて出荷されている。
課金要素
- 今日のお話バックナンバー：毎日日替わりで聞ける会話を聞き逃した人の救済措置(300円)
- 洋服：無課金でも「なかよしレベル」があがる際等に入手できるが課金で購入することもできる(各200円)

3DS版との違い
- 料理、ガーデニング、入浴、ストーリーなし
- 毎日の会話と衣装コーディネート、写真撮影が可能

## コラボレーション
プロモーション活動として、コラボレーションが展開された。
My365 タイアップフレーム
プロモーションの一環として、思い出共有アプリ「My365」とのタイアップフレームが配信された。
たまごっち クマトモっち/クマトモ衣装（たまぐるみ）
「たまごっちシリーズ」17周年を記念し、行っている「たまごっちアニバーサリー総選挙」にクマトモっちに変身して飛び入り参加。
3DSソフト「ぐるぐるたまごっち」の暗号に「クマとトモダチ」を入れるとクマトモ衣装が解禁される。
Mobageアプリ「ホッコリ！たまごっち〜な」にクマの妖精“クマトモっち〜な”とクマトモたまぐるみを着た“たまごっち〜な”が登場。
電子ペットTAMAGOTCHI 4Uに“クマトモっち”が登場。クマトモっちの「こそだてちょう」、「クマトモっちのカギ」、「クマキャンディー」からなる”クマトモっちセット”をスマートフォン、もしくはバンダイデータスポットからダウンロードする。
テイルズ オブ シリーズ　フレン・シーフォ/藤林しいな
「テイルズ オブ フェスティバル 2013」にて応援メッセージが再生されて話題となった。テイルズ オブ ヴェスペリアの「フレン（フレン・シーフォ）」と命名されている。
「テイルズ オブ シンフォニア ユニゾナントパック」発売の折にも応援メッセージが配信された。命名シーンはないがピンクのリボンと忍者装束から「藤林しいな」と推測される。
アイドルマスター 星井美希ほか
アイドルマスター8周年記念ライブ「THE IDOLM@STER 8th ANNIVERSARY HOP!STEP!!FESTIV@L!!!」にて特別PVが再生されて話題となった。765プロダクションの「ミキ（星井美希）」と命名されている。
『アイドルマスター ミリオンライブ!』の北沢志保のパジャマ撮影会に、小道具のぬいぐるみとして登場。
『アイドルマスター シンデレラガールズ』のシンデレラガールズ劇場169話、173話に、小道具のぬいぐるみとして登場。
ゴッドイーター　台場カノン
ゴッドイーター2の体験版配信と発売日決定の応援メッセージが配信された。ゴッドイーターの「カノン（台場カノン）」と命名されている。そのほか着ぐるみでコラボレーション。
アイカツ！ エンジェリーベア
クマ・トモ公式ページにて「エンジェリーベアおうえん隊長」を目指すクマのコラボ漫画が掲載された。
鉄拳アンリミテッド
クマと対決と題したコラボレーションした他、原田カレンダーに登場。
エースコンバットインフィニティ
七夕フライトとしてコラボレーションした。
リトルテイルストーリー　クマトモぐるみ
コラボレーション期間中にログインするとクマトモがモチーフのゲーム内アイテム「おんぶクマトモ（クマトモぐるみ）」を入手することが出来た。
新章イケメン大奥◆禁じられた恋　巾着＆ぬいぐるみ
キャンペーン期間中にクマとの物語をプレイして条件を満たすことでクマトモがモチーフのゲーム内アイテム、巾着とぬいぐるみを入手する事が出来た。
ハコニワ ふしぎな手紙とどうぶつ島 コラボ雑貨
キャンペーン中の限定コラボ植物「キャンディフラワー」を収穫すると本数に応じてクマ・トモボックス、クマ・トモトピアリー、クマ・トモガーデンがプレゼントされる他、キャンディショップが30%オフで買えた。
独身OLのすべて（WEBコミックモアイ） コラボ漫画
まずりんによるコラボ漫画が掲載された。
ボイノベ マスコットキャラクター
声優によるボイスやBGM、イラストを加えた小説アプリにマスコットとして出演している。
スペシャルカラー
クマの体の色はゲーム中でキャンディーを与える事で獲得する事が出来るが、主に女児向け雑誌に掲載されたパスワードによってゲーム中で手に入る特別なカラーが存在する。パスワードはクマがユーザーに質問した内容と回答を記録しているノート（ともだちノートからトクベツノートに段階的に変わる）の質問に追記する形で行う。なお、質問はゲーム進行により増えるシステムのため、最初から全ての質問を埋める事は出来ない。
| スペシャルカラー   | 掲載媒体               | 備考（質問のこたえ）                                              |
| ------------------ | ---------------------- | ----------------------------------------------------------------- |
| ミスティックグレー | 全国ゲーム取扱店販促物 | No.６「スキな食べ物」に「くまくまカレー」を追加                   |
| スイートベージュ   | ぷっちぐみ2月号        | No.２４「スキなキャラクター」に「どんちゃん」を追加               |
| ロマンスオーカー   | ちゃお1月号            | No.３６「トモダチとよくいく場所」に「くまくまタウン」を追加       |
| クラシックテディ   | ぴこぷりAugust         | No.１０「ごちそうだと思う食べ物」に「クマトモキャンディー」を追加 |
| スペシャル・しば   | ぴこぷりDecember       | No.９０「好きなゲームはなに？」に「たいこのたつじん」を追加       |
| スペシャル・みけ   | ちゃお8月号            | No.９１「ヒッサツワザ」に「クマトモぱんち」を追加                 |
| スペシャル・キリン | ぷっちぐみ9月号        | No.９６「ヒーローといったら」に「クマトモマン」を追加             |
| スペシャル・ヒョウ | テイルズチャンネル＋   | No.１１８「ステキだと思う乗り物」に「クマトモカー」を追加         |

## グッズ展開
特筆すべき点は、実際にゲームに登場するクマをモチーフにしたぬいぐるみやチャームなどの触る事が出来る商品が発売されたことである。
ポージン クマ・トモ
メガハウスから発売された30cmほどのぬいぐるみ。4,725円（税込）
カラフル クマトモチャーム
メガハウスから発売された12cmほどのチャーム、全4種類。1,260円（税込）
ドレスアップ クマトモチャーム
メガハウスから発売された12cmほどのチャーム、全4種類。1,260円（税込）
クマ・トモ カバンに付けられるでっかいぬいぐるみ
クレーンゲームの景品として登場したチャーム、全3種類。

## ニンテンドー3DS きせかえテーマ
2015年1月7日、『こんにちは クマトモちゃん』のテーマが配信された。価格は200円。
2015年1月7日、『2015年は ヒツジとしなの』のテーマが配信された。価格は200円。
2015年1月7日、『らぶらぶハート 大好きなの！』のテーマが配信された。価格は200円。

## ゲーム関連楽曲
コラボレーションを含めて複数存在している。
おしえてくまとも
ゲーム公式テーマソング、ゲーム中ではスタッフクレジットを選択すればいつでも聞くことができる。歌っているのはクマではなくMitsuという女性アーティストで作詞も担当している。作曲はバンダイナムコの田島勝朗、曲の途中で「森のくまさん」のフレーズが挿入される。プロモーションビデオはバンダイナムコゲームスの大久保博が映像部分の制作を担当している。
クマトモマスター
2014年のエイプリルフール企画、アイドルマスター ワンフォーオールとのコラボレーションPROJECT KUM@TOMOで公開された。クマがアイドルマスターを歌って踊る。

## 漫画化作品
クマ・トモ
小学館『ぷっちぐみ』で2013年6月号より連載中。作画はかなき詩織。
クマ・ルポ
小学館『ちゃお』で2013年6月号から2014年1月号に連載。作画は環方このみ。
クマ・ルポ（クマが答える「お悩み相談室」）
小学館『ちゃお』で2014年9月号より連載中。作画は環方このみ。

## 小説化作品
ゲームの原作を手がけた中村誠 (脚本家)自身によりノベライズされ、角川つばさ文庫より発売されている。イラストは桃雪琴梨。
クマ・トモ わたしの大切なお友達
2014年12月15日に発売。名前は、主人公が小学六年生の「七海（ななみ）」、クマのヌイグルミが「クマトモ」になっている。
クマ・トモ ずっといっしょだよ
2016年10月15日に発売。名前は、主人公が小学六年生の「美咲（みさき）」、クマのヌイグルミが「クゥ」になっている

## らじおのじかん
2014年8月8日から2015年5月26日までfunラジオで毎週火曜日に配信されていた、クマ・トモと声優の西山宏太朗、いけながあいみがパーソナリティを務めるふんわり癒し系ラジオ番組。レギュラーコーナー「おしゃべりのじかん」と「わくわく心理テスト」で構成されている。なお「おしゃべりのじかん」とはリスナーのお便り紹介コーナーであり、そこで読み上げるお便りを「ふつうのおたより」略して「ふつおた」と呼んでいる。番組内のクマの声は、声優ではなくゲーム同様AITalkによって台本を読み上げる形式で収録されている。

## 音声合成技術
クマの音声合成エンジンには、株式会社エーアイのAITalk、microAITalkIIが利用されており、音声ライブラリには同社の”こうたろう”が使われている。